# Salim Laïbi
Pour les articles homonymes, voir Abbas Laibi et Salim Laïb.
Salim Laïbi est un chirurgien-dentiste français connu comme polémiste, conférencier, blogueur, influenceur numérique, éditeur, essayiste et vidéaste web sous le pseudonyme Le Libre Penseur. Il appartient à la mouvance conspirationniste.

## Biographie
Il est décrit comme un des premiers importateurs des États-Unis du conspirationnisme en France et ce depuis les années 2000. Son site internet compte plus d'un million de vues par mois.
Critique du sionisme, il a rencontré l'opposition de la Ligue internationale contre le racisme et l'antisémitisme,,.
Il s'est présenté aux élections législatives de 2012 dans les Bouches-du-Rhône pour la septième circonscription des Bouches-du-Rhône.

## Positionnement politique
Il se positionne comme un critique de la médecine dans le débat sur la controverse sur la vaccination et dans l'opposition aux mesures de lutte contre la pandémie de Covid-19[pas clair]. Il est également climatosceptique.

## Réseaux sociaux
Après avoir atteint les 130 000 abonnés, sa chaîne YouTube (143 000 abonnés) est supprimée. Il publie du contenu vidéo sur CrowdBunker, Sa page Facebook comptait plus de 130 000 abonnés en 2022. Dès 2020, il co-anime l'émission sur internet L'info en question avec Jean-Jacques Crèvecœur, Christian Tal Schaller et Chloé Frammery l’émission « l’info en QuestionS » sur YouTube.

## Publications
- Le 11 septembre n’a pas eu lieu, Fiat Lux. (participation).
- La faillite du monde moderne, Fiat Lux, 2012
- La dérive Skyrock : Danse avec Bellanger, Fiat Lux, 2013
- Le Mythomane : La face cachée d’Alain Soral, Fiat Lux, 2015
- Ils aiment l'Islam : Anthologie des écrits des grands auteurs occidentaux, Fiat Lux, 2018
- Vitamine C : liposomale et cancer, Fiat Lux, 2015
- Algérie : de la théorie à la pratique du complot, Fiat Lux, 2020
- La fin du monde moderne, Fiat Lux, 2022
- Climate terror, Fiat Lux, 2024

## Musique
- Kimto Vasquez, Kovidizm 2022, 2 samples de la voix de Salim Laïbi.